# Puebla Athletic Club
El Puebla Athletic Club fue un club atlético de que practicaba varios deportes el cual fue fundado en el año 1892 por un grupo de inmigrantes británicos en la ciudad de Puebla, México. El Club participó en la Liga Mexicana de Football Amateur Association de 1904 a 1907.

## Historia
El Puebla Athletic Club fue una institución deportiva que existió entre 1892 y 1915 en la Angelópolis. Una crónica detallada de su fundación apareció en las páginas del célebre semanario El Mundo Ilustrado en su número del 4 de noviembre de 1894, refiriendo que la misma había tenido lugar en diciembre de 1892.
Aunque casi todas las notas en la prensa referentes al club se centraban en las competencias que organizaba en el ámbito del ciclismo, y está fuera de discusión que el mismo era el principal deporte en el seno de la organización, para el que esto escribe siempre ha sido de especial interés profundizar en la práctica del futbol, puesto que fue en las instalaciones del Athletic donde se jugó el que fue –hasta donde se sabe– el primer encuentro de balompié disputado en Puebla, el 18 de febrero de 1894, y no es ningún misterio para los conocedores de este deporte en México que un equipo con el nombre de la ciudad participó en la liga –en la llamada época amateur– entre 1904 y 1907.
El club comenzó con la práctica del tenis hasta mediados del año 1902 cuando se formó un equipo de fútbol. Jugaban en el magnífico campo llamado Velódromo, donde también se celebraban encuentros de béisbol.

## Paso por la Liga Mayor
En su primer torneo, no sólo perdieron todos sus encuentros sino que ni siquiera pudieron marcar un gol.
Para el segundo torneo, finalmente pudieron anotar, pero nuevamente perdieron todos los encuentros.
Para el campeonato 1907 – 1908, sorprenderían al ocupar el tercer lugar, siendo ésta su última participación debido al poco interés del público por apoyar un equipo integrado únicamente por ingleses.

### Números totales

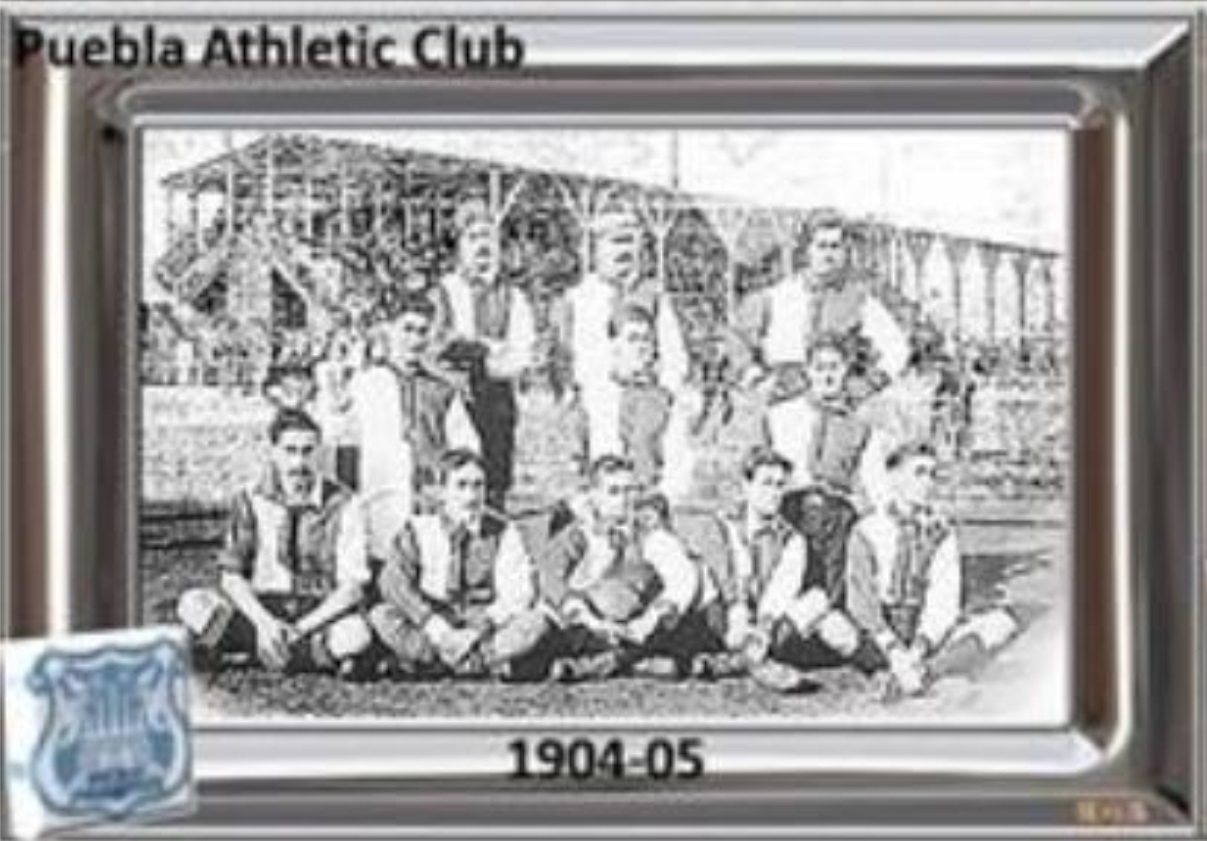
Club en 1904-1905 Primera Fuerza

| Año       | Pos | JG | G | E | P | GF | GE | PUN |
| --------- | --- | -- | - | - | - | -- | -- | --- |
| 1904-1905 | 5   | 8  | 0 | 0 | 8 | 0  | 9  | 0   |
| 1905-1906 | 3   | 8  | 0 | 1 | 7 | 1  | 20 | 1   |
| 1906-1907 | 3   | 8  | 3 | 3 | 4 | 8  | 6  | 9   |

## Uniforme
El Puebla Athletic Club jugaba de amarillo y negro. Hay quienes, con tal de no acreditar a quien esto escribe, se dieron el lujo de atribuir el “descubrimiento” de dichos colores del Athletic a la tesis de un desconocido. Otros, con tal de salir del paso ante una pregunta, han señalado que los blasones del Athletic tenían que ver con el entorno ferrocarrilero. Ambas afirmaciones son falsas. El club optó por el uso de los referidos amarillo y negro en su uniforme a partir de su segunda temporada en la liga (1905–1906), pero antes utilizó otros colores.
El Puebla Athletic Club, en la etapa previa a su ingreso a la liga de futbol, utilizaba chaqueta negra y pantaloncillos blancos, además de una capa roja. Ya como equipo de balompié, inició sus andanzas –en la temporada 1904–1905– con un uniforme consistente en playera rojo carmesí y pantaloncillos azules, posiblemente inspirado en los colores del escudo de armas de la ciudad. Fue hasta la temporada 1905–1906 –como ya se explicó– que adoptó el amarillo y el negro, los cuales –debo insistir– no tenían relación alguna con el ferrocarril. El uso de estos colores podría haber surgido más bien por una identificación que la ciudad ha tenido históricamente con los de las abejas. No es ningún misterio para los poblanos que este insecto ha sido utilizado como símbolo en el entorno local. No se puede disociar de ello que el primer periódico impreso en la Angelópolis en la época independiente fue La abeja poblana, y que el nombre del himenóptero fue utilizado posteriormente por otros equipos deportivos locales.
Otras historias datan que los colores fueron usados en honor a equipos británicos que los dirigentes seguien por esas épocas, aunada al hecho de que en aquellos años difícilmente se confeccionaban uniformes fuera de las islas británicas. Por lo general se compraban en ellas, limitándose a adquirir los que las fábricas tuviesen ya en sus patrones, que eran los de los clubes locales.

## Estadio
El Puebla Athletic Club tuvo como campo de juego lo que fue el segundo velódromo construido por la institución. Muchos especialistas han incurrido en el error de fusionar esta instalación deportiva con otra precedente, afirmando que solo existió una. No es así. El primer velódromo fue inaugurado por el Athletic Club el 22 de julio de 1893. Tal como lo refiere el imprescindible Hugo Leicht en Las calles de Puebla, y como puede confirmarse en el plano de Atenógenes Carrasco (1902), formaba un rectángulo cuyos lados cortos iban de las actuales 9 a la 11 Sur y los largos de las hoy 11 a la 17 Poniente. Este campo se usó hasta 1904, cuando fue inaugurado otro nuevo enfrente. Fue este segundo velódromo el único donde disputó partidos el equipo de futbol que participó en la liga. Abarcaba desde la pared sur de la casa de Rosendo Márquez (sobre la 11 Poniente) hasta la 15 Poniente, entre la 11 y la 13 Sur, tal como lo describe Leicht y como se puede apreciar en planos de 1908, 1915 y 1923, además de en una muy difundida foto aérea de la ciudad, tomada por supuesto en años muy posteriores a la desaparición del Athletic Club.